# Lev v zimě (film, 2003)
Lev v zimě je televizní film inspirovaný životem Jindřicha II. Plantageneta, jako podklad pod film posloužila stejnojmenná divadelní hra Jamese Goldmana. Jedná se o remake filmu z roku 1968. Nová verze pochází z roku 2003 a byla natočena režisérem Andrejem Končalovským. 
V roli Jindřicha II. se zde představil Patrick Stewart. Jeho manželku Eleonoru si zahrála Glenn Closeová a dále byli obsazeni například Julie Vysocká a Jonathan Rhys Meyers jako francouzský král Filip. Film získal cenu Emmy za kostýmy a Glenn Closeová získala Zlatý glóbus jako nejlepší herečka v televizním filmu nebo seriálu. 

## Děj
Děj filmu se odehrává v roce 1183 v rodině anglického krále Jindřicha II. Plantageneta na hradě Chinon v Anjou, kde se každý člen uchází o následnictví, či prosazuje každý svého kandidáta na trůn. Král Jindřich povolá své tři syny, aby jim sdělil, kdo se stane jeho nástupcem na trůně. A také povolává uvězněnou manželku Eleonoru. Nejmladší syn Jan je jeho tajným favoritem, jedná se o budoucího krále Jana Bezzemka. Jeho nejstarší syn Richard, budoucí král Richard Lví srdce, je naopak favoritem královny Eleonory. Prostřední syn Geoffrey nemá důvěru ani jednoho z rodičů, ale je o něm uvažováno jako o kancléři budoucího panovníka. Do tohoto boje se dále zaplétá francouzský král Filip, který zde hledá nejvhodnějšího kandidáta pro své plány do budoucna. Politická situace v zemi však není jednoduchá a země potřebuje silného vůdce. Blíží se zima a situace se vyostřuje. Královna Eleonora i přes nesčetné pokusy sesadit krále má manžela pořád svým způsobem ráda a král ji. V rozhodujících chvílích drží při sobě. Pozoruhodné drama končí nezvolením následníka a všichni aktéři opouštějí hrad.

## Obsazení
| Patrick Stewart      | Jindřich II. Plantagenet |
| Glenn Close          | Eleonora Akvitánská      |
| Andrew Howard        | Richard Lví srdce        |
| John Light           | Geoffroy II. Bretaňský   |
| Rafe Spall           | Jan Bezzemek             |
| Jonathan Rhys Meyers | Filip II. Francouzský    |
| Julija Vysocká       | Adéla Francouzská        |